# فرودگاه امسدال
فرودگاه امسدال (به انگلیسی: Emsdale Airport) یک فرودگاه همگانی است که یک باند فرود چمن دارد و طول باند آن ۷۶۲ متر است. این فرودگاه در کشور کانادا قرار دارد و در ارتفاع ۳۵۱ متری از سطح دریا واقع شده است.